# Melitaea clancha
Melitaea clancha är en fjärilsart som beskrevs av Wright 1906. Melitaea clancha ingår i släktet Melitaea och familjen praktfjärilar. Inga underarter finns listade i Catalogue of Life.